# Глубокая (Курганская область)
Глубокая — деревня в Юргамышском районе Курганской области. Входит в состав Скоблинского сельсовета.

## История
До 1917 года в составе Таловской волости Челябинского уезда Оренбургской губернии. По данным на 1926 год состояла из 85 хозяйств. В административном отношении входила в состав Таловского сельсовета Юргамышского района Курганского округа Уральской области.

## Население
| 1989 | 2002 | 2010 |
| ---- | ---- | ---- |
| 75   | ↘62  | ↘42  |

По данным переписи 1926 года в деревне проживало 444 человека (200 мужчин и 244 женщины), в том числе: русские составляли 100 % населения.